# San Esteban de la Sierra
San Esteban de la Sierra là một đô thị ở tỉnh Salamanca, tây Tây Ban Nha, thuộc cộng đồng tự trị Castile-Leon. Đô thị này có cự ly 65 kilômét so với thành phố tỉnh lỵ Salamanca và có dân số 434 người.
Đô thị này có diện tích 20,83 km².
Đô thị này nằm ở khu vực có độ cao 623 mét trên mực nước biển.
Mã số bưu chính là 37671.